# Heliotropium lanceolatum
Heliotropium lanceolatum är en strävbladig växtart som beskrevs av Hipólito Ruiz López och Pav. Heliotropium lanceolatum ingår i Heliotropsläktet som ingår i familjen strävbladiga växter. Inga underarter finns listade i Catalogue of Life.